# Brakträsk
Brakträsk är en sjö på Ornö i Haninge kommun i Södermanland.